# Stazione di Busca
La stazione di Busca è una stazione ferroviaria posta sulla linea Savigliano-Saluzzo-Cuneo a servizio del centro abitato di Busca e la Valle Maira. Fra il 1892 e il 1982 funse altresì da località di diramazione della ferrovia Busca-Dronero.
Il servizio viaggiatori fu interrotto nel 2012, quando il traffico passeggeri sulla linea è stato sospeso. In seguito all'aggiudicamento della linea alla compagnia Arenaways da parte della Regione Piemonte nel marzo 2024, la ripresa del traffico passeggeri è avvenuta il 27 gennaio 2025.

## Storia
Con legge del 29 luglio 1879 fu prevista la costruzione di una relazione che mettesse in collegamento Saluzzo con Cuneo. L'incarico al Genio Civile provinciale di redigere un progetto esecutivo fu affidato nel giugno 1883, e lo stesso fu trasmesso l'anno successivo alla Società per le Strade Ferrate del Mediterraneo (SFM) la quale ottenne i relativi finanziamenti con legge del 20 giugno 1888. I lavori, suddivisi su cinque lotti, iniziarono nel marzo 1890 e la ferrovia, ivi compresa la stazione di Busca, fu completata il 1 giugno 1892 ad opera della Società per le Strade Ferrate del Mediterraneo.
Nel 1905 la gestione della linea passò alle neocostituite Ferrovie dello Stato. Frattanto si erano intensificate le richieste da parte del comune di Dronero per la realizzazione di "un tronco unente Dronero alla ferrovia Cuneo-Saluzzo". La diramazione Busca-Dronero fu costruita e aperta all'esercizio il 20 settembre 1912, ma l'inaugurazione venne posticipata al 13 ottobre 1913 per consentire a Giolitti, allora Presidente del Consiglio, di partecipare ai festeggiamenti organizzati dall'amministrazione comunale
Lontana dal fronte della prima guerra mondiale e poco interessata anche dalle vicende della seconda, non costituendo obiettivo strategico primario, la stazione risentì di tali eventi solo per le conseguenti fluttuazioni della domanda di trasporto, iniziando nel secondo dopoguerra un periodo di costante calo dei proventi da traffico dovuto all'avvento della motorizzazione privata e a un orientamento comune non più favorevole al trasporto su ferro.
In tale contesto, nel 1966 la diramazione per Dronero venne chiusa al traffico viaggiatori, ma rimase in esercizio per l'effettuazione di tradotte settimanali per trasporti militari, legname e prodotti metallurgici.
Nel 1989 la tratta Cuneo-Busca venne attrezzata per il Controllo centralizzato del traffico (CTC) e due anni più tardi, nel 2001, le FS furono sostituite da Rete Ferroviaria Italiana.
Con il cambio orario del 17 giugno 2012 venne soppresso il trasporto passeggeri sull'intera linea, da allora rimasta attiva per il solo traffico merci. Il traffico passeggeri sarà, tuttavia, ripristinato a partire dal 27 gennaio 2025, in seguito all'aggiudicamento della linea alla compagnia Arenaways da parte della Regione Piemonte nel marzo 2024.

## Strutture e impianti
La stazione risulta raccordata con il Mulino Piemontese.